# Yeşilyayla, Yıldırım
Yeşilyayla là một xã thuộc quận Yıldırım, tỉnh Bursa, Thổ Nhĩ Kỳ.